# زیرزمین (فیلم ۱۹۴۱)
زیرزمین (انگلیسی: Underground) فیلم جنگی به کارگردانی وینسنت شرمن است که در سال ۱۹۴۱ میلادی منتشر شد. از بازیگران آن می‌توان به جفری لین، گلن کاوندر، هنری ویکتور و پیتر ویتنی اشاره کرد.
این فیلم درباره مقاومت در برابر آلمان نازی در دوران جنگ جهانی دوم است.